# 请茶歌
《请茶歌》是20世纪50年代由文莽彦作词、解策励作曲的一首红色歌曲。这首歌曲富有江西本土特色，风格清新隽永，是中国流传最广的红色革命歌曲之一。
在2019年中央广播电视总台春节联欢晚会上，刘涛和黄晓明在江西吉安井冈山分会场演唱了《请茶歌》。

## 创作背景与影响
《请茶歌》的原词，是文莽彦1957年5月在吉安体验生活时创作的系列组诗中的一首，不久便收入他本人的诗集《井冈山诗抄》，排为首篇。同年，曲作者解策励随中央交通部文工团来江西省歌舞团工作，来到江西后的第一件事就是背起背包，沿着红军当年走过的路，从永新县出发，徒步直奔革命圣地井冈山，沿途寻找当年老红军进行慰问和采访，创作激情油然而生。恰巧此时，在井冈山革命博物馆，解策励见到诗人文莽彦的著作《井冈山诗抄》，翻开第一页就是这首《请茶》，其诗情画意与她所切身体验的生活感受不谋而合。随后解策励为这首诗谱曲，采用江西民歌中的兴国山歌和宜春评话，并将其抒情性、叙说性与民间风格揉为一体，在1958年创作了纯朴而富有民族特色的《请茶歌》。
《请茶歌》曾作为赣沪列车发车的播放曲。

## 歌曲特点
《请茶歌》的音乐部分具有浓郁的江西民间音乐色彩。曲作者解策励运用了兴国山歌的“哎呀嘞”作歌头，演化成歌曲的第一句“同志哥”，在歌曲开头就引入了站在高山热情呼喊的艺术意境。两句歌词之后，歌曲由兴国山歌风韵变为叙述性较强而又跳动奔放的宜春评话风格。全曲山歌中有评话，评话中有山歌，二者的融合天衣无缝。

## 歌词篡改
文化大革命期间，为迎合中国当时的政治形势，文化部要求各地修改一批有影响的歌曲上报北京。《请茶歌》歌词在这种背景下被修改了，原词作者的名字被抹去，改为“集体作词”。当时文莽彦受迫害下放劳动，没有任何人向他征询修改歌词的意见。被修改后的《请茶歌》基本上以标语口号式的句子，取代原先源于生活的艺术审美形象。1980年，文莽彦本人在江西省第四届文代会上就《请茶歌》被篡改的事提出反对意见。在之后，江西省文联征得有关方面同意，恢复了歌词的本来面貌，并明确署名“文莽彦词”。1989年，《请茶歌》荣获中央人民广播电台“建国四十周年广播金曲奖”，然而这次被使用的仍然是文革期间的改词。文莽彦的遗孀王冬青在写信申诉无果后，拒不领受获奖证书和奖杯。
《请茶歌》后来也出现过其他多种篡改、冒牌版本，音乐是解策励作的曲子，但歌词有的被改成“情郎哥”之类。